# Retaule de Sant Pere de Púbol
El Retaule de Sant Pere de Púbol és un retaule obra de Bernat Martorell realitzada pels volts de 1437. Procedent de l'església parroquial de Sant Pere de Púbol, que havia estat la capella del castell, constitueix una de les peces més remarcables del gòtic català. Actualment s'exposa al Saló del Tron del Museu d'Art de Girona juntament amb altres peces retaulístiques destacables de l'època com el Retaule de Sant Miquel de Cruïlles de Lluís Borrassà.
En la taula central apareixen els comitents de l'obra: Bernat de Corbera, la seva esposa Margarida de Campllong i el seu fill Francesc als peus de sant Pere, al qual és dedicat aquest retaule.

## Contracte
Des de l'any 1368 el castell de Púbol i la jurisdicció del poble estava en mans dels Campllong, una poderosa família empordanesa de notaris i funcionaris reials que abans d'acabar el segle xiv va afegir als seus dominis, pel matrimoni entre Jaume de Campllong i Margarida Colteller, filla i hereva del metge reial Guillem Colteller, la baronia d'Esponellà. Tot i que l'autèntic promotor del retaule de Púbol va ser Bernat de Corbera, cal valorar la iniciativa de la seva muller, Margarida de Campllong, avesada al mecenatge i a la promoció artística pròpies dels grans llinatges del segle xv. Per citar algunes de les empreses patrocinades pels Corbera s'ha de remarcar, el 1347, el sufragament de les columnes del baldaquí de la catedral de Girona o, anys més tard, la contractació del pintor Honorat Borrassà. El zenit d'aquesta activitat promotora arribà amb l'encàrrec del gran retaule de Sant Pere de Púbol, una obra monumental i ambiciosa, símbol de poder i de legitimació dels seus comitents, que apareixen representats a la taula central.

## Estructura
La part més destacable del contracte estableix les condicions del que Bernat Martorell havia de representar-hi. Sovint per a certs programes o representacions artístiques calia el guiatge de persones familiaritzades amb els cicles iconogràfics. Cal citar l'assessorament d'un personatge d'ofici avui encara desconegut, Jaume Canyelles, molt possiblement un religiós. Aquest va prendre un paper important en l'elecció de l'esquema de l'obra junt amb Bernat de Corbera. Entre altres coses, es va estipular que el cicle hagiogràfic de Sant Pere es representés repartit en les sis taules que formen els carrers laterals del retaule:
Carrer esquerre:
- Escena de la Vocació
- Lliurament de les claus
- Judici davant Neró

Carrer dret:
- Alliberament de la presó Mamertina de Roma
- Quo vadis
- Caiguda de Simó el Mag
- Crucifixió de Pere

## Exposicions
- Exposición de Primitivos Mediterráneos, Barcelona 1952.
- San Pablo en el arte español, Madrid 1964.
- Exposición de Arte Sacro Antiguo, Girona 1965.
- Ruta Monumental del Bajo Ampurdán, la Bisbal 1970.